# Baumit GmbH
Die Baumit GmbH (bis 2009 BaumitBayosan) ist ein 1902 unter dem Namen Bayosan gegründeter süddeutscher und im gesamten deutschen Raum agierender Baustoffhersteller mit Stammsitz in Bad Hindelang im Allgäu und gehört zur Unternehmensgruppe Baumit International. 2006 erzielte das Unternehmen mit 350 Mitarbeitern einen Umsatz von etwa 105 Millionen Euro; 2009 waren es rund 130 Millionen Euro mit rund 450 Mitarbeitern und 2018 waren es bereits 183 Millionen Euro mit rund 560 Mitarbeitern. Zu seinen Kunden zählen Baustoffhändler, Bauunternehmer, Stuckateure, Maler und Planer.
Am 1. Januar 2003 wurde das Unternehmen von der Schmid Industrie Holding übernommen und zum 1. Januar 2004 mit dem Unternehmensbereich Baumit der Wopfinger Baustoffindustrie zur BaumitBayosan GmbH & Co. KG zusammengeschlossen.

## Geschichte
Das Unternehmen wurde 1902 als Produzent von Baukalk gegründet. Seit 1968 wird auch Werktrockenmörtel hergestellt.
1981 wurde aufgrund steigender Nachfragen im Bereich Altbausanierungen ein Sanierputz-System eingeführt.
1988 wurde das gesamte Unternehmen von der Wietersdorfer Gruppe und der Schmid Industrie Holding mehrheitlich erworben, umstrukturiert und in die BAYOSAN Wachter GmbH & Co KG umbenannt. Im Jahr 2000 wurden die Produktionsstandorte Aldingen und Biblis durch das Tiefbauunternehmen Karl Epple zu 50 % und eine Produktionsstätte in Taucha zu 100 % übernommen und in die Firma BAYOSAN Epple Mörtel- und Putzsysteme GmbH & Co. KG umgewandelt.
Am 1. Januar 2003 wurde Bayosan vollständig von der österreichischen Baumit übernommen und zum 1. Januar 2004 in den Unternehmensbereich Baumit der Wopfinger Baustoffindustrie zur BaumitBayosan GmbH & Co. KG zusammengeschlossen. Das Unternehmen betreibt weitere 8 Produktionsstandorte in Deutschland.
Dieses Tochterunternehmen wurde am 31. Mai 2009 aufgelöst und per 1. Juni 2009 vollständig in die Baumit International eingegliedert und namentlich zur Baumit GmbH umbenannt.

## Werksstandorte
- Bad Hindelang (Firmenzentrale Deutschland)
- Biblis
- Alheim-Heinebach
- Landsberg am Lech
- Oer-Erkenschwick
- Laußnitz/Ottendorf-Okrilla
- Remseck-Aldingen
- Schönbach
- Grabow
- Wittenborn
- Elin Pelin[7]

## Ehrungen
2002 wurde das Unternehmen mit der Goldmedaille für herausragende Leistung in der Denkmalpflege sowie die Entwicklung spezieller denkmalpflegerischer Baumaterialien in Europa geehrt.